# Стоянка Йосіноґарі
33°19′30″ пн. ш. 130°23′02″ сх. д. / 33.325° пн. ш. 130.384° сх. д.

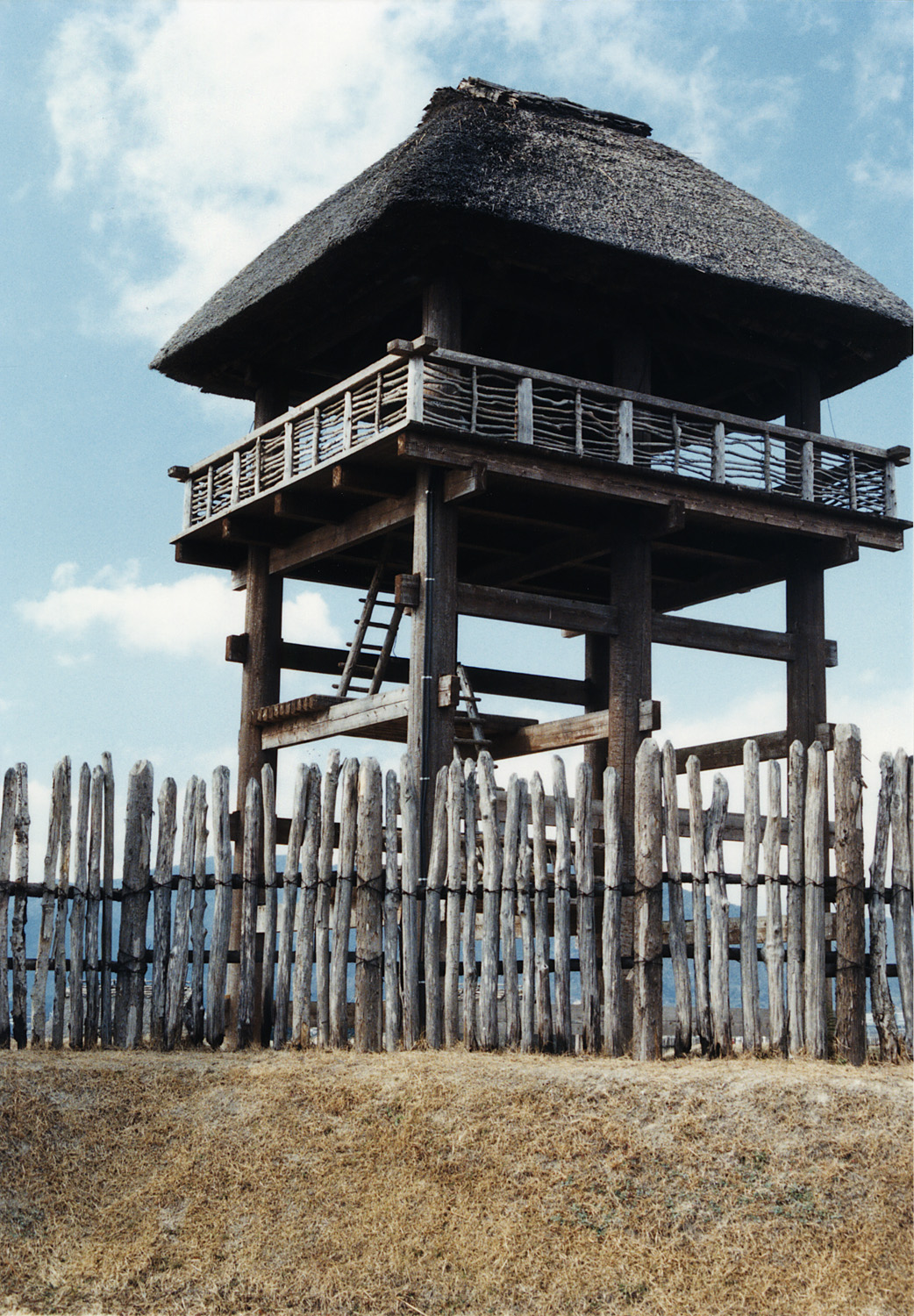
Реконструйована наглядова вежа на стоянці Йосіноґарі.

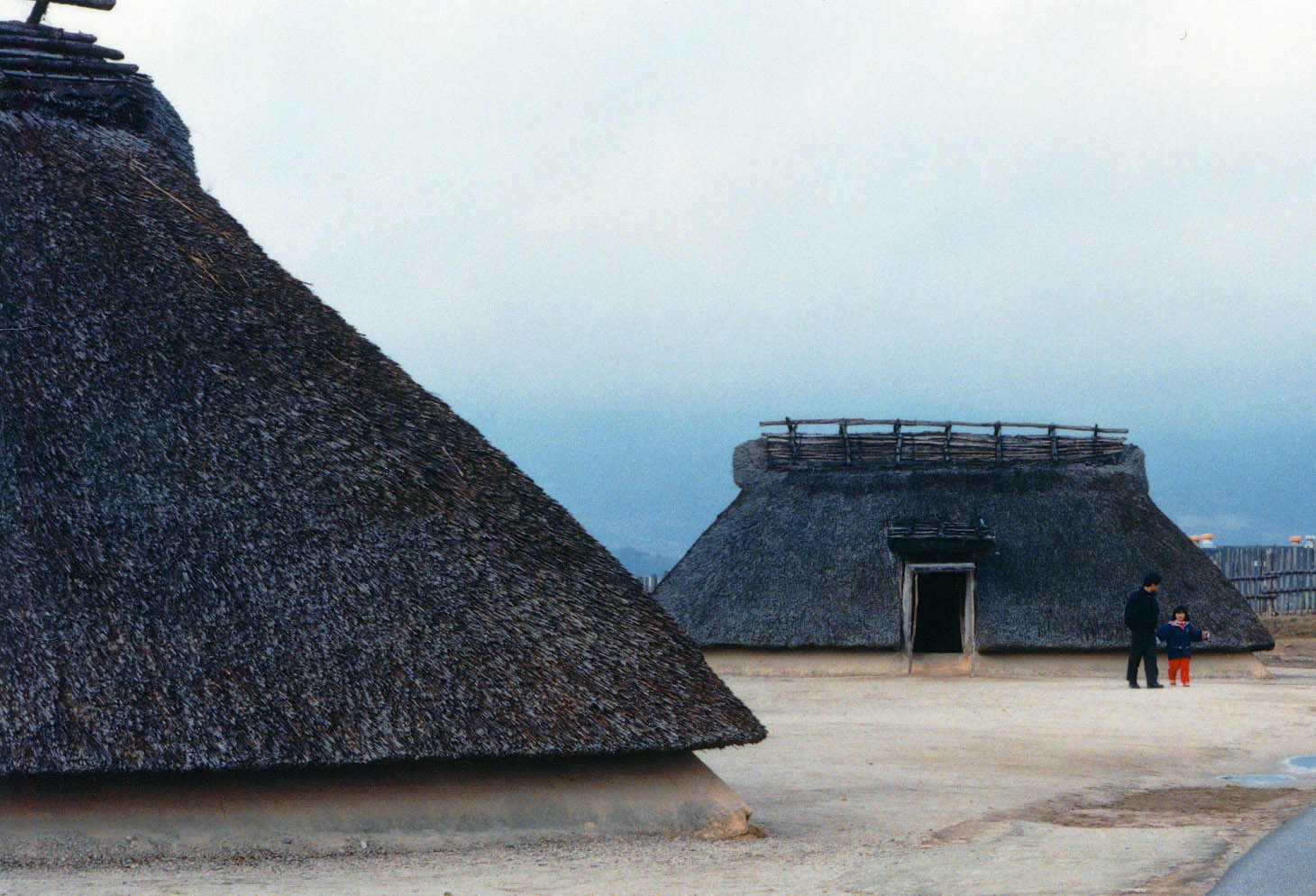
Реконструкції жител на стоянці Йосіноґарі.

Стоянка Йосіноґарі (яп. 吉野ヶ里遺跡, よしのがりいせき, йосіноґарі ісекі) — археологічна пам'ятка великого поселення періоду Яйой на пагорбі Йосіногарі, у містечку Йосіноґарі і місті Кандзакі префектури Саґа в Японії. Затверджена урядом країни як особлива пам'ятка Японії.

## Короткі відомості
Період існування поселення Йосіноґарі визначається з 3 століття до Р.Х. по 3 століття по Р.Х. і відповідає епосі Яйой. Найдавніші артефакти датуються 4 століттям до Р.Х.. Стоянка розташована неподалік моря Аріаке на невисокому пагорбі, що оточений з трьох сторін низинами, придатними для рисівництва.
Стоянка Йосіноґарі складається з городища, могильника та укріплених зон, які що оточені ровами і частоколом. Під час розкопок тут були знайдені бронзові дзеркала з Китаю, японські бронзові дзеркала, бронзові мечі і алебарди, монети, бронзові дзвони, залізні та дерев'яні знаряддя праці, залишки тканин і одягу, прикраси маґатама, керамічні вироби, могильники з похованнями померлих у глеках у скорочених позах, 3 курганоподібні поховання тощо.
Загальна площа стоянки, що досліджена і вивчена дорівнювала 40 га.
Хоча археологічні пам'ятки у районі Йосіноґарі почали знаходити у 1970-х роках, розкопки стоянки розпочалися лише у 1986 році і були пов'язані із планами спорудити тут завод. Через колосальну кількість артефактів і їх чудову збереженість, а також важливе значення для японської історії, 1991 року стоянка була затверджена урядом країни як особлива пам'ятка Японії, а з 1992 року — перетворена на «Національний парк Йосіноґарі». Чимало споруд стоянки були реконструйовані для приваблення туристів.
Відкриття Йосіноґарі було сенсацією і викликало історичний бум наприкінці 1980-х — початку 1990-х років. Висловлювалися припущення, що ця стоянка могла бути столицею прото-держави Яматай, про яку згадували китайські хроніки 3 — 4 століття «Вейші» і «Хуханьшу». У свою чергу Яматай пов'язувалась із першою японською державою Ямато. Ряд японських науковців підтримують цю гіпотезу, в той час як західні дослідники її відкидають.

## Дивіться також
- Період Яйой
- Яматай